# Condado de Grundy (Iowa)
El condado de Grundy (en inglés: Grundy County, Iowa), fundado en 1851, es uno de los 99 condados del estado estadounidense de Iowa. En el año 2000 tenía una población de 12 369 habitantes con una densidad poblacional de 10 personas por km². La sede del condado es Grundy Center.

## Historia
El condado de Grundy se formó el 15 de enero de 1851 y se autodenominó en 1856. Recibió su nombre en honor a Felix Grundy, de Tennessee, estadista, senador, miembro de la Cámara de Representantes y fiscal general durante la presidencia de James K. Polk. El primer juzgado se construyó en 1861. El edificio de madera de dos plantas albergaba una sala de audiencias, pero se utilizó para otros fines, como albergar la oficina del sheriff, el tesorero del condado, el juez y una sala para el jurado. La primera piedra de un segundo juzgado se colocó el 11 de noviembre de 1891.

## Geografía
Según la Oficina del Censo, el condado tiene un área total de 1302 km² (502,7 mi²), de la cual 1301 km² (502,3 mi²) es tierra y 0 km² (0 mi²) es agua.

### Condados adyacentes
- Condado de Butler norte
- Condado de Black Hawk este
- Condado de Tama sureste
- Condado de Marshall suroeste
- Condado de Hardin oeste

## Demografía
En el 2000 la renta per cápita promedia del condado era de $39 396, y el ingreso promedio para una familia era de $46 627. El ingreso per cápita para el condado era de $19 142. En 2000 los hombres tenían un ingreso per cápita de $32 006 contra $22 003 para las mujeres. Alrededor del 4,60% de la población estaba bajo el umbral de pobreza nacional.
| 1900   | 1910   | 1920   | 1930   | 1940   | 1950   | 1960   | 1970   | 1980   | 1990   | 2000   |
| ------ | ------ | ------ | ------ | ------ | ------ | ------ | ------ | ------ | ------ | ------ |
| 16 192 | 13 757 | 13 574 | 14 420 | 14 133 | 13 518 | 14 132 | 14 119 | 14 366 | 12 029 | 12 369 |

## Lugares

### Ciudades y pueblos
- Beaman
- Conrad
- Dike
- Grundy Center
- Holland
- Morrison
- Reinbeck
- Stout
- Wellsburg

### Principales carreteras
- U.S. Highway 20
- Carretera de Iowa 14
- Carretera de Iowa 57
- Carretera de Iowa 175